# Leonora Cohen
Leonora Cohen (15 de junio de 1873-4 de septiembre de 1978) fue una sufragista y sindicalista británica, y una de las primeras magistradas. Era conocida como la "Suffragette de la Torre" después de romper una vitrina en la Torre de Londres y actuó como guardaespaldas de Emmeline Pankhurst. Vivió hasta los 105 años y contribuyó a la segunda ola de feminismo en la década de 1970.

## Biografía
Leonora Throp nació en Hunslet, Leeds el 15 de junio de 1873, hija de Canova Trop y Jane Lamie Su padre, fue escultor y murió en 1879 cuando Leonora tenía 5 años, después de desarrollar tuberculosis en la columna vertebral, que dejó a su madre viuda para criarla a ella y sus dos hermanos menores.  Su madre trabajaba como costurera para mantener a la familia.
Fue aprendiz de ingeniera y mientras trabajaba como compradora de una fábrica, conoció a Henry Cohen, asistente de joyería en el centro de Leeds e hijo de inmigrantes judíos. Henry era un amigo de la infancia, pero ambas familias se opusieron al matrimonio.
La primera hija de la pareja, Rosetta, murió en su primer año. En 1902, dio a luz a su hijo Reginald, quien sobrevivió hasta la edad adulta. Durante los siguientes nueve años, la pequeña familia disfrutó de una vida pacífica mientras florecían los negocios de Henry como joyero.

## Motivación para ser sufragista
Su madre, Jane, fue un factor influyente en su vida. Debido a que era una costurera viuda que crio a tres hijos sola, era obvio para Cohen que su madre tenía pocos derechos como mujer que vivía en Gran Bretaña a fines del siglo XIX. En una entrevista declaró que "la vida era dura. Mi madre decía 'Leonora, si las mujeres tuviéramos algo que decir en las cosas', pero nosotras no. El hombre borracho ... tenía un voto simplemente porque era un hombre. Juré que trataría de cambiar las cosas". Reconoció a temprana edad que su madre tuvo que superar enormes obstáculos en su vida simplemente porque era una mujer. Fue "la falta de empoderamiento de su madre lo que la radicalizó".  
Otros factores motivadores incluyeron su trabajo y su esposo. En el momento de su primer trabajo como ingeniera, había una campaña para mejorar las condiciones laborales de las mujeres. Esto afectó a Cohen y su visión del tratamiento de las mujeres en el mundo laboral. Su esposo apoyó su lucha.

## Muerte y legado
Murió el 4 de septiembre de 1978, a la edad de 105 años. En la década de 1960, donó su álbum de recortes, una gran colección de diarios y otros recuerdos al Museo de la Casa de la Abadía, Leeds. Si bien su álbum de recortes no brinda una descripción exhaustiva de su tiempo haciendo campaña, sí proporciona una idea de lo que la inspiró a convertirse en sufragista. Además, su álbum de recortes también indica que estaba interesada en los asuntos actuales porque contenía un artículo sobre la muerte de la enfermera Edith Cavell. La colección incluía una pintura infantil suya, propiedad de su padre.
The Times publicó su obituario. Mencionaba su OBE, su trabajo como guardaespaldas de la Sra. Pankhurst, su encarcelamiento y huelga de hambre y su título de "Tower Suffragette" por el daño que hizo con la barra de hierro en la Torre de Londres. Fue vista como una activista regional que estaba dispuesta a morir por la causa que tanto le apasionaba. 
Cohen adjuntó una nota a la barra de hierro que arrojó para romper el gabinete de vidrio en la Torre: “Jewel House, Torre de Londres. Mi protesta al gobierno por su negativa a proteger a las mujeres, pero continúa torturando a las prisioneras: hechos no palabras. Lenora Cohen" "Votos para mujeres. Han fallado 100 años de peticiones, resoluciones, reuniones y procesiones constitucionales".
Su esposo, Harry, murió en 1949.